# Río Trombetas
El río Trombetas es un río amazónico brasileño, un afluente de la margen norte (izquierda) del río Amazonas. Discurre íntegramente por el estado de Pará. Tiene una longitud de 760 km.

## Geografía
El río Trombetas es un río de aguas negras que  tiene sus fuentes en los altos de la Guyana, en la sierra Acara, e incluso algunas de las fuentes de alguno de sus afluentes nacen en Guyana y Surinam. Discurre en dirección sur y su largo curso es interrumpido frecuentemente por violentas corrientes, barreras rocosas, y rápidos. En el curso alto recibe los ríos Anamu y Turuna. En el curso medio bordea la Reserva Biológica del río Trombetas y tras pasar las localidades de Tiago y Porteiras, recibe por la margen derecha, el río Imabú y el río Mapuera (340 km). 
Ya en el curso bajo, casi en la desembocadura, recibe por la izquierda el río Paru de Oeste o Cuminá (710 km). En su tramo final desagua en un conjunto de lagos marismales conectadas por varios canales al río Amazonas, al norte de la ciudad de Óbidos, como el lago Erepecu (132 km² y 34 km de largo y 8 de ancho) y otros dos lagos sin nombre (de 146 km² y 42 km de largo y 11 de ancho). En sus orillas está la localidad de Oriximiná.
La zona inferior del río, hasta la primera cascada, la Porteira, tiene aguas poco profundas y pantanosas, pero por encima de la larga serie de rápidos y cataratas,  el aspecto del valle cambia completamente, y el clima es mucho mejor. El río es navegable solamente 135 kilómetros por encima de su boca.
Desagua en el río Amazonas por la margen izquierda, entre el río Nhamundá y el río Cuminapanema.